# Ole Berntsen
Ole Valdemar Henrik Berntsen (Hellerup, 22 gennaio 1915 – Gentofte, 29 maggio 1996) è stato un velista danese.

## Palmarès

### Olimpiadi
- 3 medaglie:
  - 1 oro (Tokyo 1964 nella classe Dragon)
  - 1 argento (Melbourne 1956 nella classe Dragon)
  - 1 bronzo (Londra 1948 nella classe Dragon)

### Mondiali
- 1 medaglia:
  - 1 oro (Sandhamn 1965 nella classe Dragon)